# Lodewijk de Vadder
Lodewijk de Vadder (8 avril 1605, Grimbergen - 10 août 1655, Bruxelles) est un peintre, graveur et dessinateur flamand baroque, spécialisé dans la peinture de paysages.

## Biographie
Lodewijk de Vadder, fils puîné de Gilles (Gielken) de Vadder et de Marguerite (Margret) Cocx, est né à Grimbergen en 1605 dans la province du Brabant flamand en Belgique. Le 15 octobre 1626 il épouse à Bruxelles Susanna Tack. Il devient membre de la Guilde de Saint-Luc de Bruxelles en 1628, et apprend la peinture auprès de son père et ses frères. Il se spécialise dans la peinture des paysages forestiers, à la manière du peintre contemporain Jacques d'Arthois et de son élève Lucas Achtschellinck. Ils sont en général mentionnés comme les peintres de la Forêt de Soignes. Le 27 février 1644 il est privilégié par la ville de Bruxelles en qualité de peintre de cartons de tapisserie.

## Jugements critiques
Dès le XVIIIe siècle, le talent de de Vadder est reconnu. Aussi, Jean-Baptiste Descamps écrit en 1753 : 

« Vadder [sic] était un grand paysagiste : il eut soin d'observer souvent dans les campagnes le lever du soleil écartant les vapeurs et les brouillards, et développant peu à peu les lointains. Ses tableaux sont d'une grande vérité : il a su donner la vapeur de l'air à ses ciels dans ses ouvrages. Ses arbres sont de bon goût, bien touchés, et agréablement réfléchis dans les ruisseaux dont il a embelli ses paysages. Alphonse Wauters confirme les qualités de l'artiste au siècle suivant : L'histoire a parfois d'étranges oublis. Ainsi, c'est avec force éloge qu'elle nous transmet les noms de Van Uden et de Wildens, et c'est à peine si elle prononce celui de de Vadder. Et cependant Louis de Vadder est un paysagiste de grande race. Dans l'école de Rubens, il n'en est pas qui ait marché sur les traces du maître avec plus d'effet et de brio, avec un coloris plus puissant, une lumière plus abondamment et savamment distribuée, une facture plus magistrale.Wauters appuie son propos : Louis de Vadder est l'une des gloires de l'ancienne école des paysagistes flamands [...]. Après la mort de Rubens, il était regardé comme le meilleur artiste du pays.
Adolphe Siret pour sa part considère : Cet artiste a excellé à rendre la brume et les piquants effets de lumière. Il s'approcha de Rubens pour la richesse et la vivacité du coloris, pour la largeur de la touche et la belle manière de distribuer sa lumière. »

## Œuvres

### En Belgique
- Paysage avec cavaliers, aux Musées royaux des beaux-arts de Belgique, à Bruxelles.
- Paysage, aux Musées royaux des beaux-arts de Belgique, à Bruxelles.
- Bâtiment dans un paysage boisé : un prieuré de la Forêt de Soignes ?, aux Musées royaux des beaux-arts de Belgique, à Bruxelles.
- Paysage boisé, aux Musées royaux des beaux-arts de Belgique, à Bruxelles.
- Paysage boisé avec chemin creux, aux Musées royaux des beaux-arts de Belgique, à Bruxelles.
- La Forêt de Soignes avec les marchants forains, huile sur toile, 175 × 230 cm, Musée des beaux-arts de Gand[10].
- Chemin creux avec des figures dans la forêt de Soignes, au Musée des beaux-arts de Gand.
- Paysage avec ferme, au Musée des beaux-arts de Gand.
- Paysage avec ferme, au Musée royal des beaux-arts d'Anvers.

### En Espagne
- Paysage avec des chasseurs (inventaire Po2746), au Musée du Prado à Madrid.
- Paysage avec des chasseurs (inventaire Po2747), au Musée du Prado à Madrid.

### Aux États-Unis
- Paysage, à la National Gallery of Art de Washington.
- Paysage pluvieux, à la National Gallery of Art de Washington.
- Paysage forestier (dessin), au Metropolitan Museum of Art à New York.

### En France
- Narbonne, Musée des Beaux-Arts de Narbonne
  - Paysage avec figures et animaux  [11]
- Paris, Musée du Louvre.
  - Vue de plaine avec talus en premier plan.
  - Vue des environs de Bruxelles avec pâtres et étangs.

### Aux Pays-Bas
- Paysage, au Musée Bredius à La Haye.
- 13 gravures (Kanaal, Bomen bij een pad, Huis naast een heuveltop begroeid, Landschap met twee boerderijen, ...) au Rijksmuseum Amsterdam.

### En Russie
- Paysage de forêt avec une rivière, au Musée de l'Ermitage à Saint-Pétersbourg.

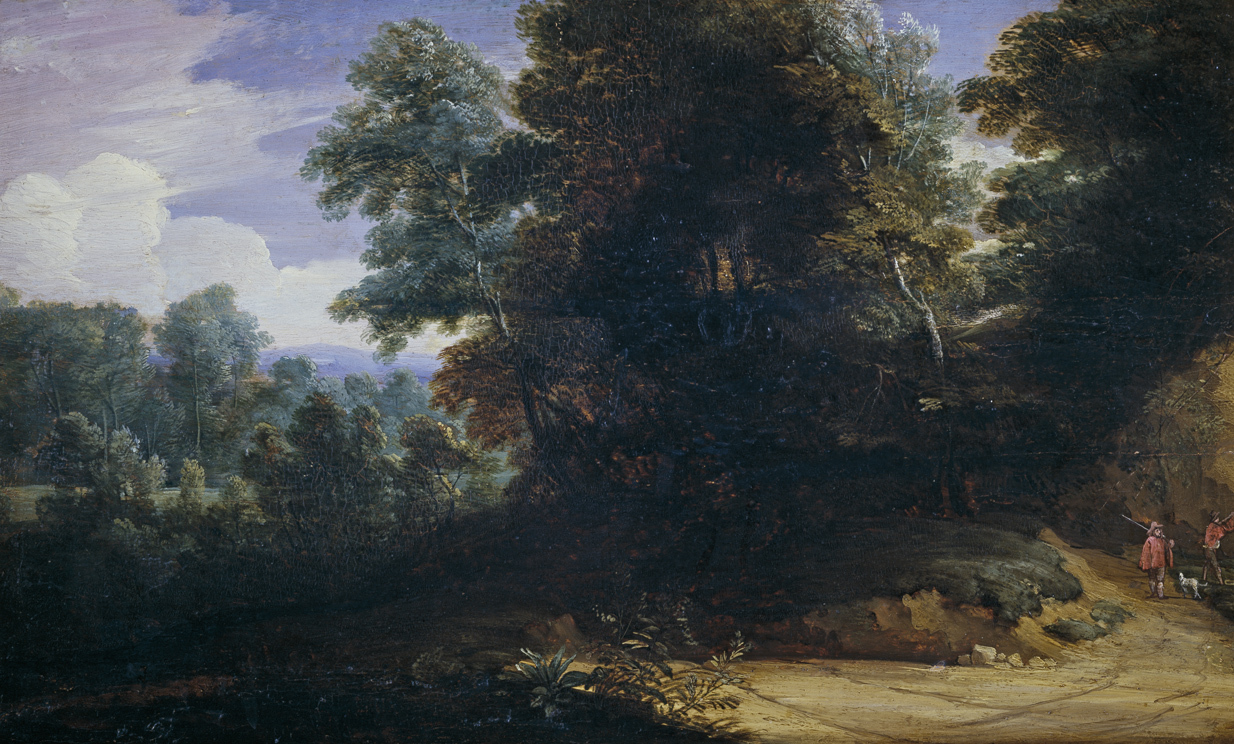
Paysage avec chasseurs, Madrid, Musée du Prado.
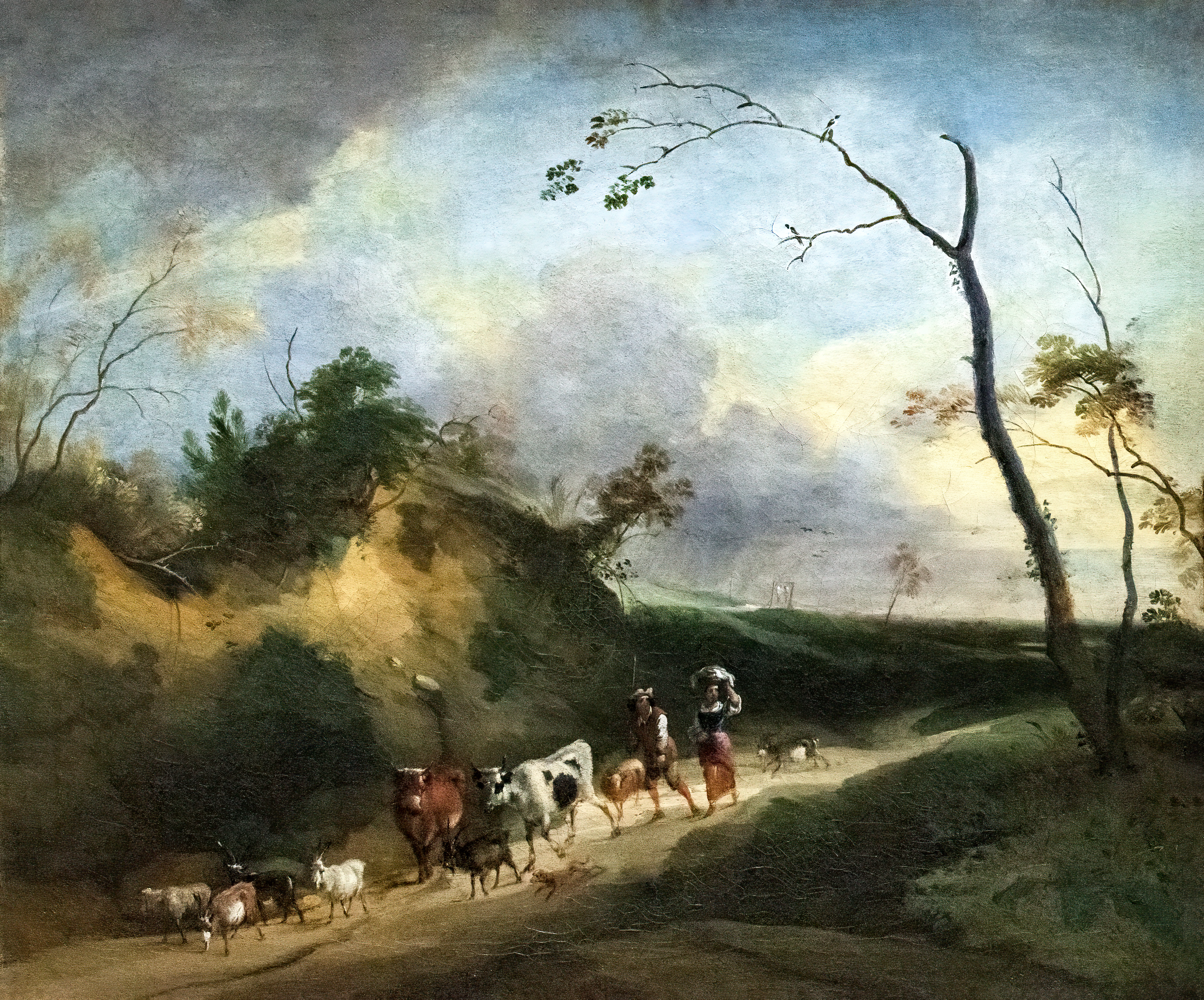
Paysage avec figures et animaux Musée des Beaux-Arts de Narbonne.